# Rue Amyot
Rue Amyot är en gata i Quartier du Val-de-Grâce i Paris 5:e arrondissement. Gatan är uppkallad efter biskopen och författaren Jacques Amyot (1513–1593). Rue Amyot börjar vid Rue Tournefort 12 och slutar vid Rue Lhomond 23. Gatan namngavs i februari 1867.

## Bilder
| - Gatuskylt. - Jacques Amyot. - Val-de-Grâce. |

## Omgivningar
- Val-de-Grâce
- Saint-Jacques-du-Haut-Pas
- Institut national de jeunes sourds de Paris
- Place Alfred-Kastler
- Place de la Contrescarpe

## Kommunikationer
- Tunnelbana – linje  – Place Monge
- Busshållplats Musée et Institut Curie – Paris bussnät, linje 24

### Webbkällor
- ”Rue Amyot”. Mairie de Paris. https://web.archive.org/web/20190905052830/http://www.v2asp.paris.fr/commun/v2asp/v2/nomenclature_voies/Voieactu/0298.nom.htm. Läst 21 mars 2022.
- ”Rue Amyot (5ème arrondissement)”. Les rues de Paris. https://web.archive.org/web/20171105051152/http://www.parisrues.com/rues05/paris-05-rue-amyot.html. Läst 21 mars 2022.